# Club Deportivo Tenerife 2014-2015
Questa voce raccoglie le informazioni riguardanti il Club Deportivo Tenerife nelle competizioni ufficiali della stagione 2014-2015.

## Rosa

### Rosa 2014-2015
Rosa aggiornata al 1º aprile 2015
| N. |                    | Ruolo | Calciatore       |
| -- | ------------------ | ----- | ---------------- |
| 3  | Spagna (bandiera)  | D     | Igor Arnáez      |
| 4  | Spagna (bandiera)  | D     | Hugo Álvarez     |
| 5  | Spagna (bandiera)  | D     | Unai Albizua     |
| 6  | Spagna (bandiera)  | C     | Vitolo           |
| 7  | Spagna (bandiera)  | C     | Iker Guarrotxena |
| 8  | Spagna (bandiera)  | C     | Cristo Martín    |
| 9  | Spagna (bandiera)  | A     | Aridane          |
| 10 | Spagna (bandiera)  | C     | Suso (capitano)  |
| 11 | Uruguay (bandiera) | A     | Maxi Pérez       |
| 13 | Spagna (bandiera)  | P     | Roberto          |
| 14 | Spagna (bandiera)  | D     | Carlos Ruiz      |
| 16 | Spagna (bandiera)  | D     | Aitor Sanz       |

| N. |                      | Ruolo | Calciatore     |
| -- | -------------------- | ----- | -------------- |
| 17 | Spagna (bandiera)    | D     | Javi Moyano    |
| 18 | Spagna (bandiera)    | C     | Ricardo León   |
| 19 | Uruguay (bandiera)   | A     | Diego Ifrán    |
| 22 | Spagna (bandiera)    | C     | Juan Carlos    |
| 23 | Spagna (bandiera)    | D     | Raúl Cámara    |
| 25 | Venezuela (bandiera) | P     | Dani Hernández |
| 27 | Spagna (bandiera)    | C     | Quique Rivero  |
| 30 | Spagna (bandiera)    | P     | Carlos Abad    |
| 35 | Spagna (bandiera)    | A     | Víctor García  |
| 39 | Spagna (bandiera)    | A     | Abdón Prats    |
|    | Spagna (bandiera)    | D     | Jon Aurtenetxe |
|    | Argentina (bandiera) | C     | Tomás Martínez |